# Vùng đất câm lặng: Ngày một
Vùng đất câm lặng: Ngày một (tên tiếng Anh: A Quiet Place: Day One) là bộ phim thuộc thể loại kinh dị hậu tận thế của Hoa Kỳ ra mắt năm 2024 được đạo diễn kiêm biên kịch bởi Michael Sarnoski, dựa trên câu chuyện gốc của John Krasinski và Sarnoski. Đây được xem là phần tiền ngoại truyện và đồng thời cũng là phần phim thứ ba trong loạt phim Vùng đất câm lặng. Phim được phát hành ngày 28 tháng 6 năm 2024.

## Diễn viên
- Lupita Nyong'o vai Samira "Sam"[3]
- Joseph Quinn vai Eric[3]
- Alex Wolff vai Reuben[4]
- Djimon Hounsou vai Henri[5]
- Eliane Umuhire vai Zena
- Nico & Schnitzel vai mèo Frodo
- Denis O'Hare[6]

## Sản xuất

### Phát triển
Vào tháng 11 năm 2020, Paramount Pictures chính thức thông báo về một phần phim ngoại truyện với bối cảnh cùng thế giới của Vùng đất câm lặng với Jeff Nichols được dự kiến sẽ cầm trịch vị trí đạo diễn phim kiêm chấp bút cho kịch bản dựa câu chuyện gốc từ John Krasinski. Ngoài ra, Krasinski cũng sẽ đảm nhận vị trí nhà sản xuất bên cạnh Michael Bay, Andrew Form và Brad Fuller. Bộ phim sẽ được đồng sản xuất bởi Paramount Pictures, Sunday Night Productions và Platinum Dunes. Tháng 5, 2021, Krasinski tiết lộ kịch bản của phim đã được hoàn thành và gửi đến hãng phim. Tuy nhiên vào tháng 10 cùng năm, Nichols đã rời khỏi dự án với ví do sự khác biệt về những sáng tạo của mình và trong khi đó, hãng phim cũng đã thông báo rằng họ sẽ nhanh chóng tìm kiếm một người để thay thế vị trí của anh. Tháng 1 năm 2022, Michael Sarnoski chính thức được xác nhận sẽ thay thế vị trí đạo diễn kiêm biên kịch của Nichols. Vào tháng 4, 2022, tại sự kiện CinemaCon, tựa đề chính thức của phim cũng được tiết lộ là Vùng đất câm lặng: Ngày một.

### Tuyển vai
Tháng 11, 2022, Lupita Nyong'o và Joseph Quinn là hai cái tên đầu tiên được xác nhận sẽ tham gia vào bộ phim. Alex Wolff được thông báo sẽ tham gia vào dàn diễn viên của phim vào tháng 1 năm 2023. Vào tháng 3, Djimon Hounsou cũng tiết lộ rằng anh sẽ trở lại với vai diễn vô danh "Người đàn ông trên đảo" trong phần phim Vùng đất câm lặng: Phần II của mình. Denis O'Hare cũng xác nhận tham gia vào dàn diễn viên của phim vào tháng sau đó.

### Quay phim
Quá trình quay phim chính của phim được bắt đầu vào ngày 6 tháng 2, 2023 tại Luân Đôn, và đóng máy vào ngày 11 tháng 4 cùng năm.

## Phát hành
Bộ phim được dự kiến sẽ công chiếu vào ngày 28 tháng 6, 2024. Các ngày công chiếu trước đó của phim được ấn định lần lượt là ngày 31 tháng 3, 2023, ngày 22 tháng 9, 2023 và cuối cùng là 8 tháng 3, 2023 trước khi chính thức ấn định ngày ra mắt vào tháng 6 năm 2024.